# Maria Mochnacz
Maria Mochnacz – brytyjska fotografka i reżyserka teledysków, znana przede wszystkim ze współpracy z PJ Harvey. 

## Życiorys
Maria Mochnacz kształciła się w zakresie sztuk pięknych i fotografii. Od 1991 współpracuje z muzykami. Deklaruje, że nie używa cyfrowych aparatów fotograficznych. Jest autorką większości okładek i teledysków PJ Harvey, w tym najbardziej rozpoznawalnej do płyty „Rid of Me”. Wśród artystów, z którymi także współpracowała, znaleźli się także Marianne Faithfull, Robert Miles, M People, Julie Feneney, Richard Ashcroft, Robert Plant, Nick Cave, NO! NO! NO!.
Mochnacz w młodości związana była z muzykiem Johnem Parishem. Ma siostrę bliźniaczkę Annie Mochnacz, która zajmuje się tworzeniem ubrań.

## Twórczość
Okładki płyt
- Bark Psychosis – Independency
- Chikinki – Sink and Stove
- Echobelly – Everyone's Got One
- Echobelly – I Can't Imagine the World Without Me: The Best Of Echobelly
- Howe Gelb – Confluence
- Giant Sandv – Chore of Enchantment
- PJ Harvey – Rid of Me
- PJ Harvey – 4-Track Demos
- John Parish & Polly Jean Harvey – Dance Hall at Louse Point
- PJ Harvey – Stories from the City, Stories from the Sea
- PJ Harvey – To Bring You My Love
- PJ Harvey – Uh Huh Her
- John Parish – How Animals Move
- Robert Plant – Dreamland
- The Raincoats – Looking in the Shadows
- Subcircus – Carousel
- White Hotel – First Water

Teledyski
- 1991 – PJ Harvey – Dress
- 1992 – PJ Harvey – Sheela-Na-Gig
- 1993 – PJ Harvey – 50ft Queenie
- 1993 – PJ Harvey – Man-Size
- 1995 – PJ Harvey – Down by the Water
- 1995 – PJ Harvey – C'mon Billy
- 1995 – PJ Harvey – Send His Love to Me
- 1996 – PJ Harvey – That Was My Veil
- 1996 – PJ Harvey – Is That All There Is
- 1998 – PJ Harvey – A Perfect Day Elise
- 1999 – PJ Harvey – The Wind
- 1999 – PJ Harvey – Angelene
- 2004 – PJ Harvey – The Letter
- 2004 – PJ Harvey – Who the Fuck?
- 2004 – PJ Harvey – You Come Through
- 2004 – PJ Harvey – Shame
- 2007 – PJ Harvey – When Under Ether
- 2007 – PJ Harvey – The Piano
- 2008 – PJ Harvey – The Devil
- M People – Itchycoo Park
- Robert Miles – Fable
- Subcircus – U Love U
- Sven Väth – Fusion
- Patrick Wolf – Accident & Emergency

Filmy dokumentalne
- 1994 – Reeling with PJ Harvey
- 2006 – PJ Harvey on Tour: Please Leave Quietly

Źródło.